# Héctor Vera
Héctor Eduardo Vera Colona (Chiclayo, Perú, 26 de febrero de 1962) es un obispo católico, teólogo y profesor peruano.
Al haber sido designado por el papa Benedicto XVI, actualmente desde diciembre de 2007 es el Obispo de Ica.

## Biografía
Nacido en la ciudad peruana de Chiclayo, el día 26 de febrero de 1962.
Al descubrir su vocación religiosa entró en el seminario y finalmente fue ordenado sacerdote el 8 de diciembre de 1987.
Tras su ordenación, inició su ministerio pastoral como párroco de la Parroquia de Zaña.
Luego desde 1992 hasta 1996 estuvo en España, donde obtuvo un Doctorado en Teología bíblica por la Universidad de Navarra.
A su regreso a Perú, fue incardinado en la Diócesis de Chiclayo y allí ejerció como párroco de la Santa María Catedral, como profesor de Sagrada escritura en el Seminario Diocesano “Santo Toribio de Mogrovejo”, del cual fue rector.
También ha sido vicario general de la diócesis y párroco de la Iglesia San Pedro de Lambayeque.
Actualmente desde el 31 de octubre de 2007, tras haber sido nombrado por el papa Benedicto XVI, es el nuevo Obispo de la Diócesis de Ica.
Recibió la consagración episcopal en la catedral diocesana, el día 8 de diciembre de ese año, a manos del Cardenal-Arzobispo de Lima Mons. Juan Luis Cipriani y de sus co-consagrantes, el entonces Nuncio Apostólico en el país Mons. Rino Passigato y su predecesor en el cargo de obispo de Ica Mons. Guido Breña O.P.